# Palaemonella holmesi
Palaemonella holmesi is een garnalensoort uit de familie van de Palaemonidae. De wetenschappelijke naam van de soort is voor het eerst geldig gepubliceerd in 1907 door Nobili.